# Atteva basalis
Atteva basalis is een vlinder uit de familie Attevidae. De wetenschappelijke naam van de soort werd in 1863 gepubliceerd door Snellen van Vollenhoven.